# Vladislav Nikolaevič List'ev
Vladislav Nikolaevič List'ev in russo Владислав Николаевич Листьев? (Mosca, 10 maggio 1956 – Mosca, 1º marzo 1995) è stato un giornalista russo.

## Biografia
Vladislav List'ev è stato probabilmente il giornalista e conduttore televisivo più popolare in Russia (rimane ben ricordato anni dopo la sua morte avvenuta nel marzo 1995) ed è stato una forza chiave nel portare la voce della democrazia alla televisione russa. List'ev è apparso per la prima volta in televisione come uno dei conduttori di uno spettacolo altamente progressivo e di successo Vzgljad ("Sguardo" o "Prospettiva") alla fine degli anni '80, un programma satirico visto settimanalmente da ben 100 milioni di persone. Le altre ancore erano Aleksandr Ljubimov, Aleksandr Politkovskij, Dmitrij Zacharov, Artëm Borovik ed Evgenij Dodolev.
Fu anche il primo conduttore di Pole Čudes (la versione russa de La ruota della fortuna), che divenne molto popolare. Dopo il successo di Vzgljad, List'ev e i suoi colleghi hanno fondato la famosissima società televisiva russa VID (Vzgljad i Drugie - La vista e gli altri) che avrebbe prodotto la programmazione per il primo canale della televisione centrale, il principale canale televisivo dell'Unione Sovietica (in seguito chiamato Ostankino e ORT). Con VID, List'ev ha avviato una serie di nuovi progetti TV: Pole Čudes, Ugadaj melodiju ("Indovina la melodia", la versione russa di Sarabanda, Tema ("Il tema") e Čas Pik ("L'ora di punta"). Nel 1995, List'ev è passato da VID all'ORT, dove è stato nominato direttore del canale. Una delle prime mosse di List'ev come regista è stata quella di ordinare una sospensione temporanea di tutta la pubblicità, in effetti escludendo tutti gli intermediari non autorizzati dal redditizio business della pubblicità e consolidando le future vendite di annunci nelle mani del canale.

## Assassinio
Dopo la sua nomina come direttore, la sera del 1 marzo 1995, di ritorno dalla trasmissione al vivo del suo programma serale Čas Pik, List'ev è stato ucciso da colpi di un'arma da fuoco sulle scale del suo appartamento. Gli oggetti di valore e una grande somma di denaro che List'ev aveva con sé vennero lasciati intatti, portando gli investigatori alla conclusione che l'omicidio fosse legato alla politica o agli affari. Tuttavia, nonostante le affermazioni fatte dagli investigatori secondo i quali il caso fosse vicino ad essere risolto, né gli uomini armati né i mandanti dell'omicidio vennero trovati. 
L'omicidio provocò un'enorme protesta pubblica. In una mossa senza precedenti, l'ORT e altri canali russi sospesero le trasmissioni per tutto il giorno il 2 marzo, mostrando solamente una foto di List'ev e la scritta "ВЛАДИСЛАВ ЛИСТЬЕВ УБИТ" (VLADISLAV LIST'EV UBIT, "Vladislav List'ev è stato ucciso"). Giorni dopo, il canale venne riorganizzato e, dopo un numero di diverse incarnazioni, tornò come il Canale 1 controllato dal governo, con cui molti telespettatori russi erano familiarizzati. La veglia di List'ev fu frequentata da migliaia di persone, e il presidente Boris El'cin arrivò allo studio del Canale 1 per fare un elogio emozionale lodando List'ev, piangendo la sua morte come una grande perdita per la Russia.
Ci furono molte speculazioni sulle ragioni per l'omicidio di List'ev, e due cause furono individuate come le più probabili: finanziarie e politiche. Quando List'ev mandò le agenzie pubblicitarie intermediarie in bancarotta, egli privò molti uomini d'affari corrotti di una fonte di enormi profitti. Dal punto di vista politico, List'ev godette di un enorme indice di popolarità tra i cittadini russi e avrebbe potuto influenzare il clima politico dell'intera nazione.
L'articolo di Paul Klebnikov Godfather of the Kremlin? su Forbes accusò Boris Berezovskij di aver ordinato l'omicidio. Berezovskij fece causa la rivista per diffamazione in un tribunale britannico. Klebnikov espanse le accuse nel suo libro Godfather of the Kremlin: Boris Berezovsky and the looting of Russia. Forbes affermò nel tribunale che non potrebbe aver avuto prove della complicità di Berezovskij nell'omicidio di Vlad List'ev o in ogni altro omicidio.
Secondo Jurij Fel'štinskij e Vladimir Pribylovskij, gli agenti principali del KGB Aleksandr Koržakov e Aleksandr Komelkov potrebbero aver commissionato l'omicidio di List'ev per mano della Solncevskaja bratva. Gli autori sostennero che il movente fosse gestire la pubblicità per finanziare la candidatura di Oleg Soskovec alla presidenza della Russia. Gli autori credettero che Koržakov usò l'omicidio anche per incolpare Berezovskij e preparare il suo arresto.

## Programmi televisivi
- Vzgljad
- Pole Čudes
- Tema
- Čas Pik